# エクレジア・デイ
エクレジア・デイ（羅: Ecclesia Dei）とは、教皇ヨハネ・パウロ2世がエコンでの司教聖別への応答として1988年7月2日に発行した文書である。エコンでの司教聖別とは、聖座による禁令にもかかわらず、聖ピオ十世会 (SSPX) の4人が司教に聖別されたことを指す。この聖別された司教たちと4人の司祭は破門された。ヨハネ・パウロ2世は一致を呼びかけ、教皇への忠誠と伝統的な典礼形式への愛着の両方を維持したいと願う、当該司教聖別に関係する人々との対話を促進することを目的として、エクレジア・デイ委員会を創設した。
このような教皇文書の慣例として、その名前はラテン語本文の冒頭の言葉（インキピット）は、「神の教会」を意味する Ecclesia Dei から取られている。
Ecclesia Dei は、その後 1990 年代に設立され、聖ピオ十世会によって発行された、イタリアのカトリック聖伝主義の週刊誌の名前でもある。

## 関係者の破門
SSPX とは、マルセル・ルフェーブルが 1970年に設立した司祭会である。会員らは、第2バチカン公会議後の数年間にカトリック教会内で起こっていた変化に対し、不信感を抱いていた。 

1988年6月30日、マルセル・ルフェーブル大司教およびアントニオ・デ・カストロ・マイヤー司教は、スイスのÉcôneにある聖ピオ十世会（SSPX）の神学校で4人の司祭を司教に聖別した。この司教聖別について、教皇は書簡エクレジア・デイの中で次のように書いている: 
それ自体、この行為（許可のない司教聖別）はローマ教皇に対する極めて重大な不服従の一つであり、使徒継承を秘跡的に永続させる司教の叙階と同様に、教会の一致にとって最高の重大性をもっている。したがって、このような不従順は―実際的にローマ首位権を拒否することを暗示し―離教的行為を構成する（カトリック教会法典第751条を参照）。昨年6月17日に司教聖省の長官枢機卿から彼らに送られたカトリック教会法典に基づく正式な警告にもかかわらず、このような行為を行ったことで、ルフェーブル大司教およびベルナール・フェレー、ベルナール・ティシエ・ド・マルレ、リチャード・ウィリアムソン、アルフォンソ・デ・ガラレタ各司祭は、カトリック教会法典によって予定されている破門という重大な制裁（カトリック教会法典第1382条を参照）が適応された。

("In itself, this act was one of disobedience to the Roman Pontiff in a very grave matter and of supreme importance for the unity of the Church, such as is the ordination of bishops whereby the apostolic succession is sacramentally perpetuated. Hence such disobedience – which implies in practice the rejection of the Roman primacy – constitutes a schismatic act (cf. Code of Canon Law, can. 751). In performing such an act, notwithstanding the formal canonical warning sent to them by the Cardinal Prefect of the Congregation for Bishops on 17 June last, Mons. Lefebvre and the priests Bernard Fellay, Bernard Tissier de Mallerais, Richard Williamson and Alfonso de Galarreta have incurred the grave penalty of excommunication envisaged by ecclesiastical law (cf. Code of Canon Law, can. 1382).")
1983年の教会法典によれば、これは可能である。第1382条: 「教皇の許可なくして何者かを司教に聖別した司教、およびこの者から聖別された者は、使徒座に留保された破門宣告を自動的に latae sententiae 受けることになる」（latae sententiae というフレーズは、法が破られたまさにその瞬間に、自動的に法そのものの強制力によってという意味である）。 この保留は、教皇のみがそれを解除できることを示しています。

教皇ヨハネ・パウロ2世は続けてこう語った: 
これまでさまざまな形でルフェーブル大司教の運動に関わってきたすべての人々に対し、彼らがカトリック教会の一致においてキリストの代理者との一致を保つという重大な義務を果たすことができるように、いかなる形であれ、（ルフェーブルの）運動への支援を中止するように、父として、また兄弟として、厳粛に、かつ心から訴える。離教行為に公に執着することは神に対する重大な違反であり、教会法によって定められた破門という罰が伴うことを、誰もが認識すべきである（カトリック教会法典　第1364条を参照）。

"an appeal both solemn and heartfelt, paternal and fraternal, to all those who until now have been linked in various ways to the movement of Archbishop Lefebvre, that they may fulfil the grave duty of remaining united to the Vicar of Christ in the unity of the Catholic Church, and of ceasing their support in any way for that movement. Everyone should be aware that formal adherence to the schism is a grave offence against God and carries the penalty of excommunication decreed by the Church's law (cf. Code of Canon Law, can. 1364)."
教会法第1364条は、背教者、異端者、または分裂を引き起こす者に対しても同様の破門が適用されると規定している。

## エクレジア・デイ委員会
教皇は、ルフェーブル大司教と関係があったものの、「5月5日にラッツィンガー枢機卿とルフェーブル大司教により調印された議定書の観点から、精神的・典礼的な伝統を守りながら、カトリック教会のペトロの後継者との一致を維持したい」と願う人々を支援するため、エクレジア・デイ委員会を設立した。議定書は後にルフェーブル大司教により拒否された。

## トリエント・ミサの執行について
教皇は「1962年の典型的な版によるローマ・ミサ典礼書の使用に関しては、使徒座がしばらく前にすでに発令した指令を広く寛大に適用することにより、どこにおいてもラテン典礼の伝統に執着するすべての人々の感情に敬意が示されなければならない」と述べた。この中で教皇は、1984年のクァットゥオル・アビンク・アンノスに基づいてすでに与えられていた認可範囲を拡大した。

### その他の規定
教皇ヨハネ・パウロ2世が参照した文書に示された条件は、2007年7月7日にベネディクト16世によって出された自発教令スンモールム・ポンティフィクムに示された条件に置き換えられた。 対して、教皇フランシスコは、これをより制限的な Traditionis custodes に取って代えた。
教皇ベネディクト16世は、2007年7月7日に発されたスンモールム・ポンティフィクムで、同委員会に対しトリエント典礼の使用に関する追加の機能を与えた。2009年7月8日、Ecclesiae unitatem において、教皇ベネディクト16世は教理省（Congregation for the Doctrine of the Faith, CDF）の長官を職権上の委員長とすることで、教皇庁内での立場を修正した。
2019年1月17日、教皇フランシスコはエクレジア・デイ委員会を廃止し、その責任を教理省内の「特別セクション」に移管した。